# Испанская национальная организация слепых

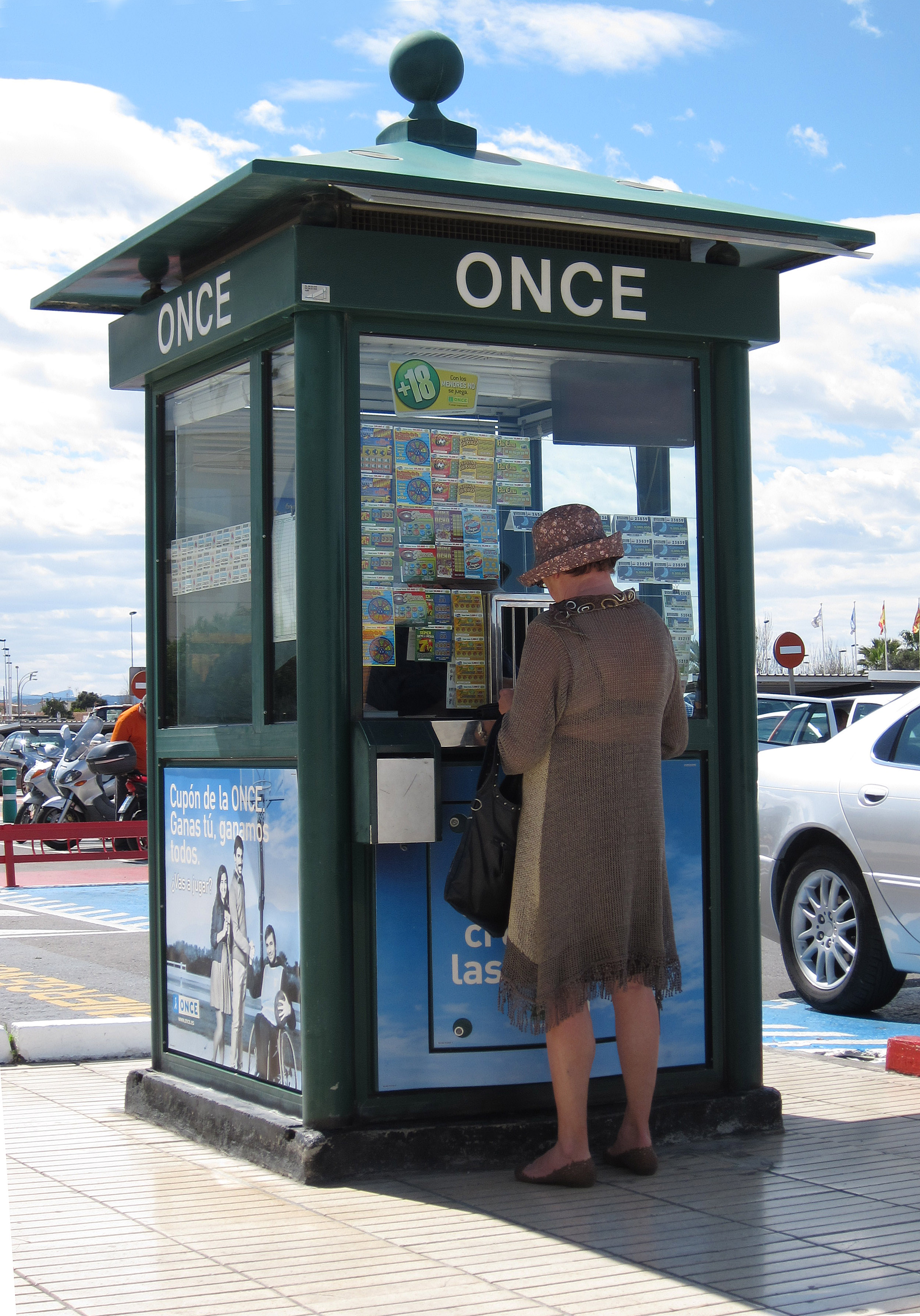
Киоск ONCE

Испанская национальная организация слепых (исп. Organización Nacional de Ciegos de España, сокр. ONCE) — испанская общественная организация. Основана в 1938 году, приобрела современное значение в 1984 году, получив концессию на организацию благотворительных лотерей, прибыль от которых направляется на развитие рабочих мест для инвалидов. ONCE представляет собой мощную финансовую империю, владеющую объектами недвижимости. В 1989—2003 годах ONCE выступала спонсором одноимённой велокоманды. В 2013 году получила премию принцессы Астурийской.
Розыгрыш купонов лотереи ONCE производится ежедневно кроме субботы. С 2005 года по субботам проходит розыгрыш новой лотереи El Combo. Лотерейные билеты ONCE распространяются на улице слепыми и другими лицами, имеющими инвалидность, часто в специальных киосках, похожих на телефонные будки. Конкурентом лотерей ONCE является государственная национальная лотерея Loterías y Apuestas del Estado, которая проводит ежегодный розыгрыш рождественской лотереи.